# آیکو ناکامورا
 آیکو ناکامورا (انگلیسی: Aiko Nakamura؛ زاده ۲۸ دسامبر ۱۹۸۳) یک تنیس‌باز اهل ژاپن است.